# Helicia australasica
Helicia australasica là một loài thực vật thuộc họ Proteaceae. Loài này có ở Bắc Úc của Úc, và ở Papua New Guinea. Chúng hiện đang bị đe dọa vì mất môi trường sống.